# Werner Heel
Werner Heel (Meran, 23 maart 1982) is een Italiaans alpineskiër, die gespecialiseerd is in de Super G en de afdaling.

## Carrière
Heel maakte zijn wereldbekerdebuut op 28 december 2001 in Bormio waar hij op de afdaling 37ste werd. Het duurde tot 2007 tot hij een top-10 klassering kon neerzetten.
Heel werd in 2004 Italiaans kampioen op de Super G. In het seizoen 2004-2005 leverde Heel zijn beste prestaties in de Europacup. Hij behaalde twee derde plaatsen op de afdaling in Roccaraso en Bad Kleinkirchheim en een vierde plaats op de Super G in Tarvisio.
In 2007 nam hij deel aan de wereldkampioenschappen in Åre. Op de supercombinatie wist hij niet te finishen en op de Super G eindigde hij op de 27ste plaats.
Op 29 februari 2008 pakte hij zijn eerste wereldbekeroverwinning op de afdaling in het Noorse Kvitfjell. Bij de wereldkampioenschappen van 2009 in Val d'Isère eindigde hij op de zevende plaats in de afdaling en op de Super G werd hij 14e.

## Resultaten

### Wereldkampioenschappen
| Jaar | Plaats            | Resultaten                       |
| ---- | ----------------- | -------------------------------- |
| 2007 | Åre               | 27e Super G DNF Super Combinatie |
| 2009 | Val d'Isère       | 7e Afdaling 14e Super G          |
| 2011 | Garmisch-P.       | 8e Super-G 22e Afdaling          |
| 2013 | Schladming        | 16e Afdaling 20e Super G         |
| 2015 | Vail/Beaver Creek | 26e Super G 32e Afdaling         |

### Olympische Spelen
| Jaar | Plaats    | Resultaten               |
| ---- | --------- | ------------------------ |
| 2010 | Vancouver | 12e Afdaling 4e Super G  |
| 2014 | Sotchi    | 12e Afdaling 17e Super G |

### Wereldbeker

#### Eindklasseringen
| Seizoen   | Algm | AD    | SG     | SC  |
| --------- | ---- | ----- | ------ | --- |
| 2004/2005 | 136e | -     | 42e    | -   |
| 2005/2006 | 83e  | 41e   | 36e    | 29e |
| 2006/2007 | 74e  | 33e   | 32e    | 36e |
| 2007/2008 | 24e  | 5e    | 21e    | 38e |
| 2008/2009 | 16e  | 11e   | Zilver | 26e |
| 2009/2010 | 18e  | Brons | 17e    | 26e |
| 2010/2011 | 34e  | 22e   | 14e    | -   |
| 2011/2012 | 97e  | 45e   | 35e    | -   |
| 2012/2013 | 16e  | 10e   | 4e     | -   |
| 2013/2014 | 40e  | 19e   | 22e    | -   |
| 2014/2015 | 38e  | 15e   | 33e    | -   |
| 2015/2016 | 107e | 41e   | -      | -   |
| 2016/2017 | 120e | 41e   | -      | -   |
| 2017/2018 | 147e | 51e   | -      | -   |
| 2018/2019 | 154e | 59e   | -      | -   |

#### Wereldbekerzeges
| Datum            | Plaats      | Onderdeel |
| ---------------- | ----------- | --------- |
| 29 februari 2008 | Kvitfjell   | Afdaling  |
| 19 december 2008 | Val Gardena | Super G   |
| 12 maart 2009    | Åre         | Super G   |